# 岡野知子
岡野 知子（おかの ともこ、1979年8月29日 - ）は、日本の元女子バレーボール選手。

## 来歴
茨城県下館市（現・筑西市）出身。小学校4年生よりバレーボールを始める。國學院大栃木高校時代は、インターハイ・春高バレー等を経験。嘉悦女子短大では、1999年ユニバーシアード日本代表、1998年・1999年学生選抜東西対抗戦メンバーに選出された。
2000年デンソーエアリービーズに入団。2001年ユニバーシアード日本代表に再び選出。2006年度より同チームの主将を務める。2008年、2007-08プレミアリーグにおいてチーム初となる準優勝に貢献し、敢闘賞を受賞。同年5月開催の第57回黒鷲旗大会では初優勝に貢献した。2009年現役引退。

## 所属チーム
- 下館市立中小
- 下館市立北中
- 國學院大學栃木高等学校
- 嘉悦女子短期大学
- デンソーエアリービーズ（2000-2009年）

## 受賞歴
- 2008年 - 2007-08 プレミアリーグ 敢闘賞
- 2009年 - 2008-09 プレミアリーグ レシーブ賞